# Andreu Cabot i Puig
Andreu Cabot i Puig (Barcelona, 25 de novembre del 1871 - 4 de juny del 1937) va ser un empresari del sector de l'espectacle durant els anys del tombant del segle xix al XX. Va marxar a Cuba als tretze anys per tornar-ne cap a l'any 1890. Arribà a Manresa per treballar a la ferreteria del seu padrastre, Josep Vilaseca, segon marit de la seva mare. Es va casar amb la manresana Manela Verdaguer, el 1899.
El germanastre de la seva dona, Joan Verdaguer, va viure una temporada a Alemanya on va establir relació amb les primeres productores cinematogràfiques europees. Andreu Cabot, molt interessat en la fotografia, i Joan Verdaguer van iniciar una relació comercial fructífera i es convertiren en representants de diverses productores franceses i italianes. Cabot i Verdaguer amb Narcís Cuyàs van crear la seva pròpia productora: Iris Films, domiciliada a Barcelona, l'any 1910, que després s'anomenaria Cabot i Puig.
Andreu Cabot va continuar com a distribuïdor d'exclusives cinematogràfiques i va produir les seves pròpies pel·lícules, entre les quals Weyler en Manresa. En poc temps, va posar en marxa diverses iniciatives empresarials de la indústria del cinema: va construir uns estudis cinematogràfics de cristall; explotava sales de cinema; i distribuïa pel·lícules a Sevilla, Màlaga, Sant Sebastià o Alcoi, entre altres ciutats de l'estat espanyol. A Manresa, va llogar el teatre municipal Conservatori i va comprar el teatre Nou (ubicat al Passeig Pere III), a més de ser el promotor de la construcció del Teatre Kursaal de Manresa.
Andreu Cabot va morir el 1937, durant el període de col·lectivitzacions. Herederos de Andreu Cabot va ser l'empresa que va donar continuïtat a les seves iniciatives cinematogràfiques. Més tard, va fer-ho Espectacles Padró – Cabot, liderada per Modest Padró i Riera, casat amb Roser Cabot, filla d'Andreu.